# Роман Ревакович
Роман Ревакович (пол. Roman Rewakowicz; нар. 23 червня 1958, Лідзбарк-Вармінський, Польща) — польський і український диригент, композитор, організатор музичних заходів.

## Освіта
Закінчив Музичну академію ім. Ф. Шопена у Варшаві за спеціальністю «теорія музики», згодом — диригентський факультет у класі Б. Мадея, вивчав композицію.

## Творчість
У 1983—1993 роках керував чоловічим хором «Журавлі», з яким гастролював у США, Канаді, Західній Європі та Україні. Займався візантійськими хоралами, які виконував створений ним камерний хор «Ірмос».
З 1990-их займається симфонічним диригуванням. Виступав з симфонічними та камерними оркестрами у Польщі, Україні, Білорусі та Росії.
Особливо цікавиться сучасною музикою. Разом із Національним Ансамблем солістів «Київська Камерата», Польським оркестром Sinfonia Iuventus, Національним симфонічним оркестром України і Національною хоровою капелою «Думка» диригент став першим виконавцем творів І. Щербакова, Ю. Ланюка, Е. Сєліцкєго, В. Лютославського, К. Пендерецького, З. Краузе, А. Нікодемовіча, А. Пярта, Б. Фроляк, Б. Сегіна, М. Шведа, О. Шимка та багатьох інших.

## Організатор музичних заходів
Є засновником та головою Фундації «Pro Musica Viva», що займається промоцією та підтримкою різноманітних музичних ініціатив, Як диригент та організатор музичних фестивалів та інших заходів, пропагує українську музику у Польщі і польську — в Україні. З 1999 року організовує фестиваль Дні української музики у Варшаві, концерти якого проходять у найпрестижніших концертних залах столиці Польщі.
У 2015 році з Національним Камерним ансамблем «Київські солісти» представив у Польщі програму української сучасної музики.
Під його орудою був записаний і виданий на CD фірми NAXOS «Реквієм» Олександра Щетинського.
Член Товариства імені В. Лютославського та Національної Спілки композиторів України.